# Друзі (список другорядних персонажів)
Це список основних другорядних персонажів американського телевізійного серіалу (ситкома) "Друзі".

## Родичі головних героїв

### Родичі Чендлера Бінга

#### Чарльз Бінг
Чарльз Бінг (акторка — Кетлін Тернер) — батько Чендлера Бінга. Він розлучився з дружиною і пішов з сім'ї з дворецьким, Містером Гаррібальді, коли Чендлер був підлітком. Чарльз - трансвестит, має власне популярне шоу в Лас-Вегасі. Друзі геї називають його - Віва Ласпедас.

#### Нора Тайлер Бінг
Нора Тайлер Бінг (англ. Nora Tyler Bing, акторка — Морган Ферчайлд (англ. Morgan Fairchild)) — мати Чендлера Бінга. Популярна письменниця порнографічних романів.

### Родичі Моніки і Роса Геллерів

#### Бен Геллер
Бен (англ. Ben Geller) — син Роса Геллера і Керол. Народився у кінці першого сезону серіалу, а до кінця "Друзів" йому вже було 9 років. Бен виховується колишньою дружиною Роса, Керол, і її дівчиною Сьюзен, але Рос також бере участь у вихованні сина. Його роль виконували Чарльз Томас Ален і Джон Крістофер Ален, а пізніше — Коул Спроус.

#### Джек Геллер
Джек Геллер (англ. Jack Geller, актор — Елліотт Ґулд (англ. Elliot Gould)) — батько Моніки і Роса. Хоча він постійно свариться з дружиною і є нікчемним батьком, він фактично завжди піклується про дітей і підтримує їх.
Джек відомий тим, що вставляє різні зауваження і відпускає жарти невлад. Він також палить в таємниці від усіх. Любить входити до дівчат в процесі переодягання.

#### Джуді Геллер
Джуді Геллер (англ. Judy Geller, акторка — Крістіна Піклз (англ. Christina Pickles)). Мати Моніки і Роса, дружина Джека Геллера. Вона обожнює сина та постійно критикує дочку у різних дурницях.

#### Ліліан Геллер
Ліліан Геллер (англ. Lillian Geller, акторка — Elinor Donahue) — тітка Моніки і Роса.

#### Кейсі Геллер
Кейсі Геллер (англ. Cassie Geller, акторка Деніз Річардс) — двоюрідна сестра (кузина) Моніки і Роса, що приїхала в сьомому сезоні на весілля Моніки і Чендлера. Їй ніде зупинитися: вона настільки сексуальна, що усі її тимчасові сусіди починають приставати до неї в тій або іншій мірі — Чендлер, Рос і навіть Фібі.

#### Емма
Емма Геллер-Грін (англ. Emma) — дочка Роса і Рейчел, що народилася у кінці восьмого сезону серіалу.

#### Еріка і Джек
Діти-близнюки Чендлера і Моніки, яких вони удочерили і, відповідно, усиновили відразу після народження у кінці 10 сезону. Їх матір — дівчина Еріка (акторка — Анна Фаріс)  з штату Огайо.

### Родичі Рейчел Грін

#### Леонард Грін
Доктор Леонард Грін (англ. Dr. Leonard Greene, актор — Рон Лейбман (англ. Ron Leibman)) — батько Рейчел Грін. Кардіолог.  Власник яхти. Він багата і владна людина, що вимагає від своїх дітей слухняності і високих результатів в усьому. Він розлучився з дружиною і матір'ю Рейчел, Сандрою, незабаром після початку подій серіалу. Ініціаторкою розлучення була Сандра.
За його словами, Рейчел — єдина з його дочок, якою він пишається.

#### Сандра Грін
Сандра Грін (англ. Sandra Greene, акторка — Марло Томас (англ. Marlo Thomas)) — мати Рейчел Грін і дружина Леонарда Гріна (розлучені). Вона багато в чому схожа на Рейчел до початку самостійного життя: прив'язана до грошей і розкоші, не вміє працювати і жити самостійно, має гордовитий характер. Вирішила розлучитися з чоловіком, бо не кохала його. На це її надихнув приклад Рейчел, яка втекла з весілля з Беррі.

#### Емі Грін
Емі Грін (англ. Amy Greene, актриса — Крістіна Епплгейт) — сестра Рейчел Грін. Вона схожа на свою матір і сестру до початку самостійного життя. У серіалі вона з'являється двічі, приходячи до Рейчел після сварок з молодими людьми.

#### Джилл Грін
Джилл Грін (англ. Jill Greene, акторка — Різ Візерспун (англ. Reese Witherspoon)) — розбещена сестра Рейчел Грін. З'являється в серіалі після сварки з батьком. Має нетривалий роман з Росом. За словами сестри, до десятого сезону набрала зайву вагу.

### Родичі Фібі Буффе

#### Френк Буффе Старший
Френк Буффе Старший (англ. Frank Buffay Sr., актор — Боб Балабан) — справжній батько Фібі Буфе. Фібі постійно робить спроби його відшукати, але сам він з'являється в серіалі лише одного дня — коли помирає бабуся Фібі. Саме від Френка до Фібі прийшла мелодія пісні Смердючий Кіт. Колискову пісню з цим мотивом він співав Фібі і Урсулі в дитинстві.

#### Френк Буффе Молодший
Френк Буффе Молодший (англ. Frank Buffay Jr., актор — Джованні Рібізі) — брат Фібі Буффе по батькові. Фібі виявила його під час чергової спроби знайти батька.
Френк виріс в несприятливій обстановці і не завжди адекватно сприймає речі. Крім того, він має дивне хобі плавити усе, що попадеться йому під руку.
У третьому сезоні серіалу Френк Буфі Молодший одружується з Еліс, викладачкою домашнього господарства, яка старша за нього на два десятки років. Оскільки пара не може мати дітей (внаслідок віку Еліс), вони звертаються до Фібі і та погоджується стати сурогатною матір'ю. Пізніше вона народжує для них трійню (двох дівчаток і хлопчика).

#### Урсула Памела Буфе
Урсула Памела Буфе (англ. Ursula Pamela Buffay, актриса — Ліза Кудроу) — сестра-близнюк Фібі Буфе. Сестри довгий час не ладнають одна з одною і практично не спілкуються. Урсула була персонажем американського серіалу "У захваті від тебе(англ. Mad about you)" (1992—1999) і після його закінчення була перенесена в «Друзі». В обох серіалах вона працює офіціанткою в одному з ресторанів. Уперше з'являється в «Епізоді з сонограмою у кінці» (англ. The One with the Sonogram at the End)
Фібі кілька разів знайомиться з людьми, які плутають її з Урсулою. Крім того, Урсула знімається в порнографічному фільмі під ім'ям Фібі і продає її свідоцтво про народження (саме тому у Фібі, на відміну від Урсули, немає другого імені).

#### Фібі Еббот
Фібі Еббот (англ. Phoebe Abbott, акторка — Тері Гарр) — біологічна мати Фібі Буфе. Фібі знайомиться з нею думаючи, що та є подругою їх батьків, але пізніше дізнається правду. З'ясовується, що у Еббот і Буфе багато спільного.

#### Френсіс
Френсіс — бабуся Фібі (акторка — Одра Ліндлі) — на початку серіалу — єдина жива родичка Фібі. Помирає в п'ятому сезоні в «Епізоді з новою сумкою Джо» (англ. The One with Joey's Bag). Саме Френсіс вводить Фібі в оману, кажучи що фото Альберта Ейнштейна, це фото Фібиного дідуся. А фото чоловіка, що продається разом з рамочками для фотографій, це фото її (Фібі) батька.

#### Трійня
Френк Молодший Молодший, Леслі і Чендлер — діти Фібі, яких вона виносила народила своєму братові та його дружині шляхом сурогатного материнства.

#### Лілі
Лілі — прийомна мати Фібі Буфе. Вона вочевидь вела нездорове і бідне життя, за словами Фібі, торгувала наркотиками, і врешті-решт, покінчила життя самогубством, коли Фібі було 14. Жодного разу не з'являється в серіалі, однак в одній серії Фібі вирішила, що її дух вселився в кота — як потім виявилось, загубленого домашнього улюбленця на ім'я Хуліо.

### Родичі Джо Тріббіані

#### Батьки Джо
Джозеф Тріббіані-старший та Глорія Тріббіані з'явилися лише в одній серії — "Тій, що з цицьками" (англ. The One With The Boobies). Джо дізнається, що у його батька є коханка, і змушує його зізнатися у всьому матері або покинути коханку. Матір несподівано розсердилася на нього і зізналася, що вона про все знала, і її це влаштовувало, бо чоловік почав до неї краще ставитися. Також вони згадуються при підготовці до весілля Моніки і Чендлера. Джо змушує Моніку запросити їх на весілля, однак не згадується, чи вони туди приїхали.

#### Бабуся Тріббіані
Бабуся Тріббіані (англ. Grandma Tribbiani, акторка Ліліан Шовен, англ. Lilyan Chauvin) — бабуся Джо, що з'являється в 19 епізоді 5 сезону «Епізод, де Рос не уміє фліртувати». Джо запрошує її в квартиру Моніки подивитися серіал «Закон і порядок», в серії якого він знявся, але фрагмент з його участю вирізали.

#### Англомовна бабуся Тріббіані
З'являється у серіалі один раз, коли Чендлер іде в гості до Джо, щоб з'ясувати, котра з сестер — Мері-Енджела. Відповідає на всі запитання Чендлера, чим заважає його плану.

#### Сестри
У Джо сім сестер. Вони всі досить схожі. З однією з них, Мері-Енджелою, Чендлер переспав, коли був п'яний, і забув, котра це була сестра. Інша сестра, Діна, завагітніла у восьмому сезоні і попросила у Рейчел допомогти їй, оскільки сама Рейчел в цей час була вагітна і неодружена.

## Кохані головних героїв

### Кохані Чендлера

#### Дженіс
Дженіс Літман Горальник (англ. Janice Litman Goralnik, акторка — Мегі Вілер) — дивна дівчина, з якою зустрічається Чендлер Бінг. Він кілька разів починає і розриває стосунки з нею.
Дженіс з'являється в кожному сезоні серіалу і відома своїм скрипучим голосом, осоружним сміхом і "фірмовою" фразою "О-мій-бог"! (англ. Oh. my. God, в іншому перекладі — "Бо-же мій"!).
Дженіс — дівчина, з якою зустрічався Чендлер Бінг. Вони кілька разів розлучалися, але сили волі Чендлера довго не вистачало на те, щоб порвати з нею остаточно.
Вони зустрічалися і розлучалися як мінімум чотири рази. Останній раз Чендлер був вимушений відлетіти в Ємен, пояснивши це робочою поїздкою "у пошуку нових видів палива". Після цього була спроба побудувати стосунки з Росом, але нічого не вийшло, тому що Рос почав її дратувати своїми скаргами і стогонами.
Останній раз Дженіс з'являється в «Епізоді, в якому Естель помирає»: вона ледь не купує будинок по сусідству з будинком Чендлера і Моніки.

#### Аврора
Аврора (актриса — Софія Мілос) — дівчина Чендлера з шостої серії першого сезону («Епізод із задом», англ. The One with the Butt). У неї насичене життя: вона служила в ізраїльскій армії і багато подорожувала. А ще у неї є чоловік і коханець. У кінці серії, коли у Аврори з'являється ще один парубок, Чендлер відмовляється від подібних стосунків і кидає її.

#### Начальниця Рейчел Джоана
Чендлер зустрічається з нею, незважаючи на протести Рейчел. У неї є звичка приковувати наручниками своїх приятелів, одного дня прикувала Чендлера. Була збита машиною біля офісу, наступного дня після того, як обіцяла Рейчел Грін підвищення, не встигнувши виконати обіцянку.

#### Дівчина, що говорить уві сні
У двадцятій серії четвертого сезону («Епізод, де усі поспішають», англ. The One with All the Haste) Чендлер веде Джо в Клініку Сну, щоб той позбавився від хропіння. Там Чендлер знайомиться з дівчиною, яка говорить уві сні.
У кінці серії Чендлер на ділі дізнається, як саме, що і є причиною їх розлучення.

#### Кейті
Дівчина, з якою зустрічався Джоі, поки в неї не закохався Чендлер і вона не пішла до нього. За це Джоі розсердився на Чендлера і змусив Чендлера сидіти в ящику, щоб той відчув свою провину. Пізніше, Чендлер приревнував її до партнера по еротичній п'єсі, за що вона на нього образилася і дійсно пішла до цього актора.

### Кохані Роса

#### Керол Віллік
Керол Віллік (англ. Carol Willick, акторка — Аніта Берон, пізніше — Джейн Сіббет) — перша дружина Роса Геллера, з якою той познайомився ще в коледжі. Вони прожили разом вісім років, але потім розлучилися через те, що Керол зрозуміла, що є лесбійкою. Рос сильно переживав через розрив, але згодом вони з Керол зберегли хороші стосунки.
Незабаром після цього вона народила від Роса сина, Бена.
Після розлучення Керол жила разом зі своєю подругою, Сьюзен. В другому сезоні серіалу вони одружилися.

#### Джулі
Джулі (акторка Лорен Том) — подружка Роса, з якою він почав зустрічатися якраз коли Рейчел дізналася, що Рос в неї закоханий. Вони разом закінчували коледж і зустрічаються на розкопках в Китаї, які очолювала Джулі. Після того, як Рос пішов від неї до Рейчел, знайомиться з Рассом — хлопцем, надзвичайно схожим на Роса.

#### Емілі Волтгем
Емілі Волтгем (англ. Emily Waltham, акторка — Елен Бексендейл (англ. Helen Baxendale)) — друга дружина Роса. Емілі — дівчина з Англії, з якою зустрічається Рос Геллер, а потім вони грають весілля.
Під час весільної церемонії Рос назвав ім'я "Рейчел" замість "Емілі". Після закінчення церемонії Емілі втікає, проте пізніше дзвонить Росові і пропонує спробувати усе спочатку за умови, що той більше не бачитиметься з Рейчел. Рос погоджується, але пізніше вони розлучаються через те, що Емілі не довіряє Росові.

#### Боні
Дівчина, яка голить голову налисо. З Росом її знайомить Фібі. Рос кидає її, повертаючись до Рейчел у кінці третього сезону.

#### Мона
Дівчина, з якою Рос познайомився на весіллі Чендлера і Моніки. Рос зустрічався з нею, поки Мона не дізналася, що Рейчел вагітна від Роса і живе в його квартирі.

#### Елізабет
Студентка, роль батька якої зіграв Брюс Вілліс. Батько був проти її стосунків з Росом, однак Рос застав його в незручний момент і той був вимушений погодитися на їхні стосунки. Рос розірвав їх, коли усвідомив, що Елізабет занадто молода і з нею не може бути серйозних стосунків.

#### Дівчина, що не прибирає в квартирі
Її грає Ребека Ромейн.

#### Дженіс
Зустрічалася з Росом під час його чергової депресії. Покинула Роса через те, що він забагато скиглив.

#### Чарлі
Темношкіра професорка, колега Роса по університету. Раніше зустрічалась лише з нобелівськими лауреатами. Спершу зустрічалась із Джої, потім зрозуміла, що у них замало спільного і почала зустрічатись із Росом. Коли вона пішла на зустріч із своїм колишнім, щоб переконати його дати Росу грант, вони зрозуміли, що ще закохані одне в одного.

#### Бібліотекарка в школі
Коли Рос був у старшій школі, у нього була інтрижка з немолодою бібліотекаркою.